# Celestino Algarañaz
Víctor Celestino Algarañaz (Santa Cruz de la Sierra, 6 de abril de 1926) fue un futbolista boliviano que se desempeñaba como delantero.

## Clubes
| Club              | País    | Año         |
| ----------------- | ------- | ----------- |
| Litoral           | Bolivia | 1948 - 1951 |
| Oriente Petrolero | Bolivia | 1952 - 1960 |
| Mariscal Sucre    | Perú    | 1954        |

## Selección nacional
Fue convocado para la selección nacional de fútbol de Bolivia por primera vez para disputar el Campeonato Sudamericano 1949 en Brasil. También participó en la Copa Mundial de Fútbol de 1950.

### Participaciones en Campeonatos sudamericanos
| Campeonato                   | País   | Resultado | PJ | Goles |
| ---------------------------- | ------ | --------- | -- | ----- |
| Campeonato Sudamericano 1949 | Brasil | 3°        | 7  | 1     |

### Participaciones en Copas del Mundo
| Mundial                        | País   | Resultado      | PJ | Goles |
| ------------------------------ | ------ | -------------- | -- | ----- |
| Copa Mundial de Fútbol de 1950 | Brasil | Fase de grupos | 1  | 0     |

### Partidos internacionales
| Fecha                 | Lugar                  | Oponente | Goles | Resultado | Competición                    |
| --------------------- | ---------------------- | -------- | ----- | --------- | ------------------------------ |
| 6 de abril de 1949    | São Paulo, Brasil      | Chile    | -     | 3 - 2     | Campeonato Sudamericano 1949   |
| 10 de abril de 1949   | São Paulo, Brasil      | Brasil   | -     | 1 - 10    | Campeonato Sudamericano 1949   |
| 17 de abril de 1949   | Río de Janeiro, Brasil | Uruguay  | 57'   | 3 - 2     | Campeonato Sudamericano 1949   |
| 25 de abril de 1949   | São Paulo, Brasil      | Ecuador  | -     | 2 - 0     | Campeonato Sudamericano 1949   |
| 27 de abril de 1949   | Santos, Brasil         | Perú     | -     | 0 - 3     | Campeonato Sudamericano 1949   |
| 30 de abril de 1949   | São Paulo, Brasil      | Paraguay | -     | 0 - 7     | Campeonato Sudamericano 1949   |
| 6 de mayo de 1949     | Río de Janeiro, Brasil | Colombia | -     | 4 - 0     | Campeonato Sudamericano 1949   |
| 26 de febrero de 1950 | La Paz, Bolivia        | Chile    | -     | 2 - 0     | Partido amistoso               |
| 12 de marzo de 1950   | Santiago, Chile        | Chile    | -     | 0 - 5     | Partido amistoso               |
| 2 de julio de 1950    | Belo Horizonte, Brasil | Uruguay  | -     | 0 - 8     | Copa Mundial de Fútbol de 1950 |

## Palmarés
| Título                | Club              | País    | Año  |
| --------------------- | ----------------- | ------- | ---- |
| Campeonato de la LPFA | Litoral           | Bolivia | 1948 |
| Campeonato de la LPFA | Litoral           | Bolivia | 1949 |
| Primera A de la ACF   | Oriente Petrolero | Bolivia | 1959 |